# Oued Soummam
Oued Soummam är ett vattendrag i Algeriet.   Det ligger i provinsen Béjaïa, i den norra delen av landet, 180 km öster om huvudstaden Alger.